# Fred Anton Maier
Fred Anton Maier (* 15. Dezember 1938 in Tømmerholt, Insel Nøtterøy; † 9. Juni 2015 in Nøtterøy) war ein norwegischer Eisschnellläufer.
Bei den Olympischen Winterspielen 1964 in Innsbruck gewann Maier die Bronzemedaille über 5000 Meter und die Silbermedaille über 10.000 Meter. 1968 wurde er bei den Olympischen Spielen in Grenoble Olympiasieger über 5000 Meter und errang wiederum die Silbermedaille über 10.000 Meter. Im selben Jahr wurde er zudem Welt- und Europameister im Mehrkampf.
Zwischen 1965 und 1968 stellte Maier insgesamt elf Weltrekorde auf. Sein Höchstwert im Adelskalender betrug 173,518 Punkte; seine beste Platzierung war der zweite Platz. Er wurde 1968 mit der Oscar Mathisen Memorial Trophy ausgezeichnet. Außerdem gewann er die Wahl zu Norwegens Sportler des Jahres.
Maier war auch ein erfolgreicher Radrennfahrer. 1957 und 1967 wurde er jeweils Dritter der norwegischen Landesmeisterschaften im Zeitfahren.

## Persönliche Bestzeiten
| Strecke  | Zeit         | Datum            | Ort    |
| -------- | ------------ | ---------------- | ------ |
| 500 m    | 41,8 s       | 3. Februar 1968  | Davos  |
| 1000 m   | 1:24,3 min   | 1. Dezember 1968 | Inzell |
| 1500 m   | 2:06,1 min   | 10. März 1968    | Inzell |
| 3000 m   | 4:17,5 min¹  | 7. März 1968     | Inzell |
| 5000 m   | 7:16,7 min¹  | 9. März 1968     | Inzell |
| 10.000 m | 15:20,3 min¹ | 28. Januar 1968  | Oslo   |

¹ = Weltrekord zur Zeit des Laufes